# Kogiové
Kogiové (Cogui, vlastní jména Kágaba - „Lidé jaguára“) jsou etnická skupina jihoamerických indiánů, žijící v počtu asi 20.500 osob v pohoří Sierra Nevada de Santa Marta v západní Kolumbii. Dosud hovoří původním jazykem, náležejícím do jazykové rodiny Čibča.

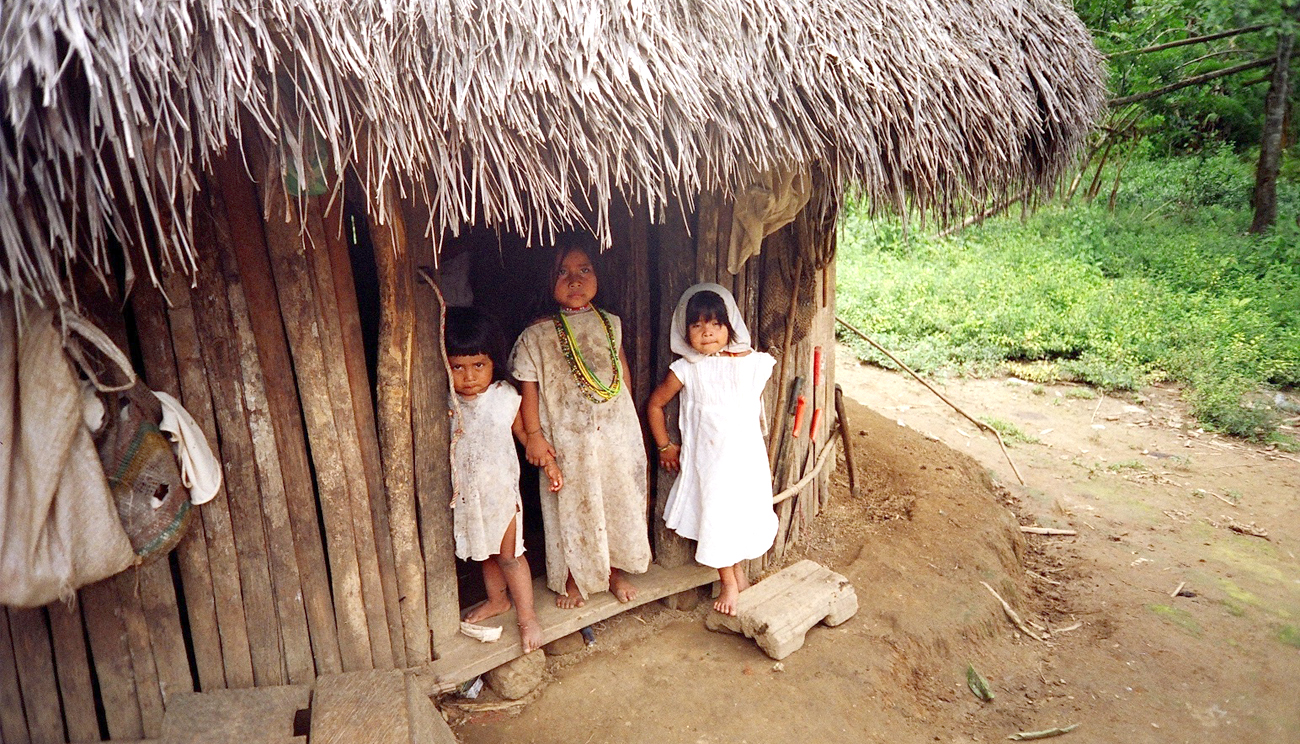
Kogijská matka s dětmi

## Způsob života a tradiční kultura
Kogiové mají jednu z nejzachovalejších domorodých kultur Jižní Ameriky, která si uchovala přímou kontinuitu s předkolumbovským obdobím. Dnešní Kogiové jsou pokračovateli starověké civilizace Taironů, proslulých především výrobou zlatých šperků a sošek. Taironové žili ve městech v horských údolích. V 16. století byla jejich města dobyta španělskými conquistadory a vystavena plenění i násilné christianizaci. Roku 1599 Taironové proti kolonizátorům povstali. Povstání bylo během několika měsíců brutálně potlačeno a přeživší Taironové uprchli do nepřístupných horských pralesů v pohoří Sierra Nevada de Santa Marta.
Zpracování zlata se již dnešní Kogiové nevěnují, z tradičních řemesel má hlavní význam hrnčířství, což je tradičně práce mužů a tkalcovství, které provádějí ženy. Je zajímavé, že hliněné nádoby i tkané brašny vyrábějí velmi podobnou spirálovou technikou. Spirála má pro Kogie velký význam, protože v jejich mytologii představuje svět. Výroba předmětů spirálovou technikou se tak stává posvátným aktem, napodobujícím proces stvoření světa. Společnost Kogiů je matrilineární a demokratická. O důležitých událostech v životě komunity rozhoduje rada mužů.
Vesnice Kogiů bývají roztroušeny na poměrně velkém území a dokonale splývají s okolní přírodou. Jednotlivé chýše jsou v majetku žen, které tam žijí společně s dětmi, muži tráví většinu času v Domě mužů, kde vyrábí keramiku, rokují a konají náboženské obřady. Důležitou roli si z předkolumbovského období uchovali kněží mamové, kteří se zabývají věštěním, přinášejí oběti bohů, vykonávají pohřební obřady a vyprávějí mýty.
Kogiové nosí původní oblečení, podomácku tkané z bavlny - pončo, nohavice a bederní zástěrku. důležitý je tvar čepice, jímž se odlišují jednotlivé společenské vrstvy.
Jsou především zemědělci. Pěstují maniok, fazole, kukuřici, brambory, tykve a různé druhy ovoce, ale také tabák a koku, které hrají důležitou roli při obřadech. Chovají koně, skot, psy a prasata. Důležitý je pro ně rovněž rybolov a sběr vodních živočichů. Menší význam má lov.
Kogiové sami sebe označují jako Starší bratry, o běloších hovoří jako o mladších bratrech. Svůj domov pokládají za srdce světa. Dobře známé je jejich ekologické myšlení, související s rozvinutým kultem bohyně země. Uctívají také boha slunce, jemuž obětují zejména mušle, ale také smaragdy a krvavé oběti. Velký význam mají i božstva plodnosti, představující „matku“ kukuřice, koky, tabáku a dalších rostlin. Tyto „matky“ byly v minulosti reprezentovány zlatými soškami.

## Odkaz v České republice
Portál Náboženský infoservis přinesl v srpnu 2023 zprávu o besedě v pražské Unitarii. Členové kmene putovali zejména po horách, jež pro ně mají velký duchovní význam. V článku byly uvedeny další podrobnosti.